# داگ کاوئی
داگ کاوئی (انگلیسی: Doug Cowie; ۱ مهٔ ۱۹۲۶ – ۲۶ نوامبر ۲۰۲۱) بازیکن فوتبال اهل اسکاتلند بود.
از باشگاه‌هایی که در آن بازی کرده‌است می‌توان به باشگاه فوتبال داندی  اشاره کرد.
وی همچنین در تیم‌های ملی فوتبال اسکاتلند ب و اسکاتلند بازی کرده‌است.